# Modèle graphique
Un modèle graphique est une représentation d'objets probabilistes. C'est un graphe qui représente les dépendances de variables aléatoires.
Ces modèles sont notamment utilisés en apprentissage automatique. 

## Description
Un modèle graphique est un graphe orienté ou non orienté, c'est-à-dire un ensemble, les « sommets », et des liens entre les sommets, les « arêtes ». Chaque sommet représente une variable aléatoire et chaque arête représente une dépendance de ces variables. Dans l'exemple ci-contre, il y a 4 variables aléatoires A, B, C et D. L'arc de A vers D signifie que D dépend de A.
Deux exemples importants de modèles graphiques sont les réseaux bayésiens, qui donnent des graphes orientés acycliques, et les champs aléatoires de Markov qui sont non orientés.